# كبلر-440b
كيبلر-440 بي (بالإنجليزية: Kepler-440b)‏ هو كوكب خارج المجموعة الشمسية، في كوكبة القيثارة، يتبع كيبلر 440.

## الاكتشاف
اكتشف في 2015، وكانت طريقة الاكتشاف طريقة العبور.